# Мичетінаць
Мичетінаць (хорв. Mičetinac) — населений пункт у Хорватії, у Копривницько-Крижевецькій жупанії у складі міста Джурджеваць.

## Населення
Населення за даними перепису 2011 року становило 207 осіб.
Динаміка чисельності населення поселення: